# Нордбан

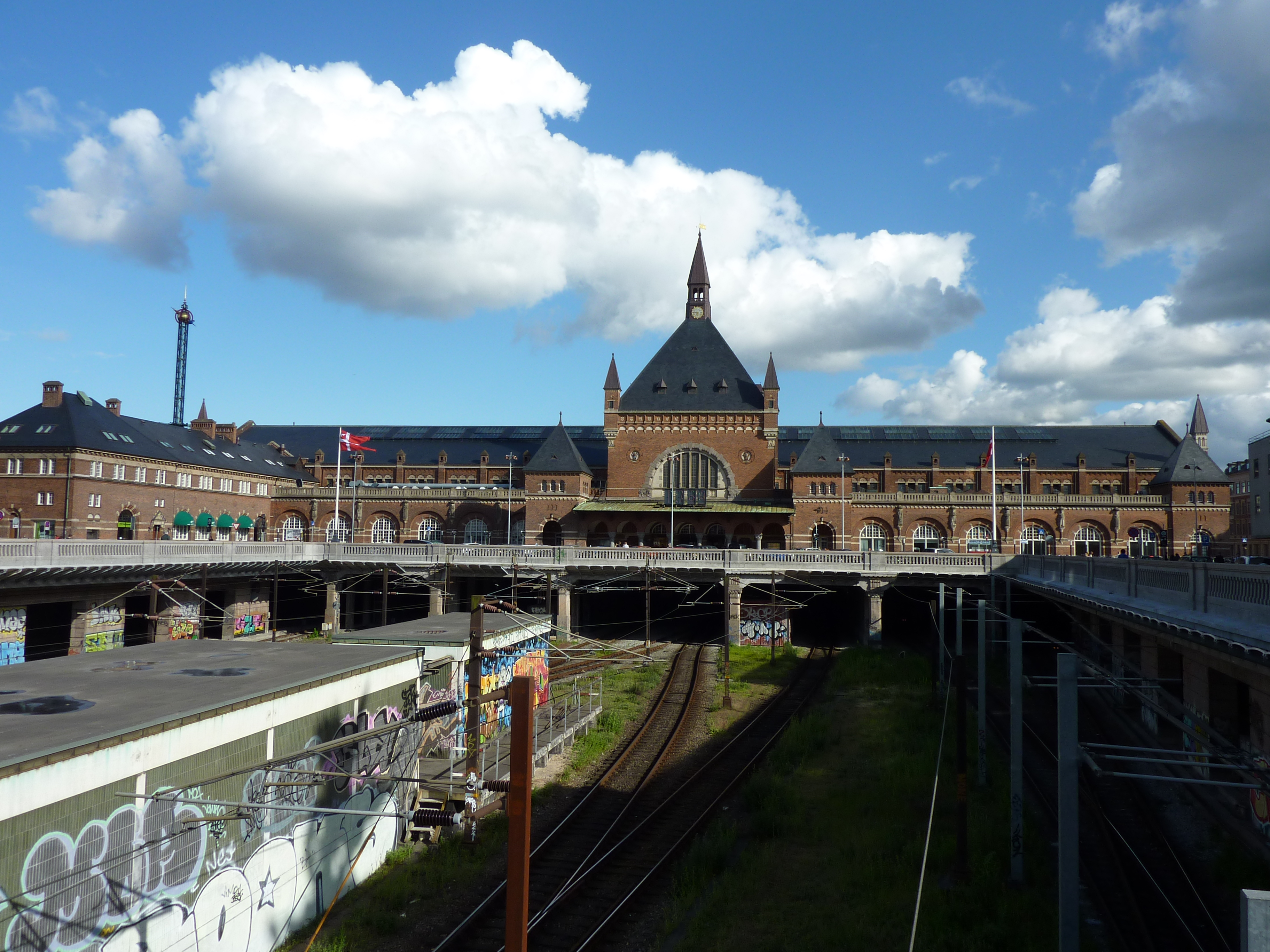
Копенгаген H сторона улицы

Нордбан или Нордбэйн (дат. Nordbanen) — одна из шести радиальных линий S-train в Копенгагене. Соединяет центр Копенгагена с несколькими северными пригородами и городами Хиллерод, Биркерод и Аллерёд.

## Станции
| Имя            | Услуги | Открыто           | подкл. к S-Bahn | Комментарии |
| -------------- | ------ | ----------------- | --------------- | --- |
| Копенгаген H   | Б, Э   | 30 ноября 1911 г. | 15 мая 1934 г.  | Центральная станция; также все остальные радиалы; Автовокзал; экспресс-автобус кросс-линк 250S                                    |
| Вестерпорт     | Б, Э   | 15 мая 1934 г.    | 15 мая 1934 г.  | Также все другие радиальные |
| Норрепорт      | Б, Э   | 1 июля 1918 г.    | 15 мая 1934 г.  | Также все другие радиальные; трансфер до метро ; Автовокзал; экспресс-автобусы кросс-линк 150S и 350S                             |
| Остерпорт      | Б, Э   | 2 августа 1897 г. | 15 мая 1934 г.  | Также все другие радиальные; назывался Остербро до 1934 г.                                                                        |
| Нордхавн       | Б, Э   | 15 мая 1934 г.    | 15 мая 1934 г.  | Также радиальные Фарум и Клампенборг                                                                                              |
| Сванемеллен    | Б, Э   | 15 мая 1934 г.    | 15 мая 1934 г.  | Также радиальные Фарум и Клампенборг                                                                                              |
| Хеллеруп       | Б, Э   | 22 июля 1863 г.   | 15 мая 1934 г.  | Также радиальная Клампенборг; переход на кольцевую линию ; Автовокзал                                                             |
| Бернсторффсвей | Б      | 15 мая 1936 г.    | 15 мая 1936 г.  | |
| Гентофте       | Б      | 1 октября 1863 г. | 15 мая 1936 г.  | |
| Йегерсборг     | Б, Э   | 15 мая 1936 г.    | 15 мая 1936 г.  | Трансфер в Нэрумбанен |
| Люнгбю         | Б, Э   | 1 октября 1863 г. | 15 мая 1936 г.  | Крупный автовокзал; экспресс-автобусы кросс-линк 300S, 400S                                                                       |
| Зоргенфри      | Б      | 15 мая 1936 г.    | 15 мая 1936 г.  | |
| Вирум          | Б      | 15 мая 1936 г.    | 15 мая 1936 г.  | |
| Хольте         | Б, Э   | 8 июня 1864 г.    | 15 мая 1936 г.  | Услуга B прекращается; Автовокзал                                                                                                 |
| Биркерод       | Е      | 8 июня 1864 г.    | 26 мая 1968 г.  | Кросс-линк-экспресс 500S |
| Хёвельте       | (Э)    | ?                 | 26 мая 1968 г.  | Железнодорожный вокзал военной базы; не в общественном расписании; всего несколько поездов из Копенгагена, ни одного в Копенгаген |
| Аллерёд        | Е      | 8 июня 1864 г.    | 26 мая 1968 г.  | До 1952 года назывался Лиллерёд.                                                                                                  |
| Хиллерёд       | Е      | 8 июня 1864 г.    | 26 мая 1968 г.  | Трансфер в Frederiksværkbanen, Gribskovbanen, Lille Nord; крупный автовокзал; экспресс-автобус кросс-линк 600S                    |

## Система работы
Состоит из маршрута B, который останавливается на всех станциях до Holte, и маршрута E (экспресс), который курсирует с ограниченным количеством остановок до Holte, а затем останавливается на всех станциях до Hillerød.
Между 1950 и 1989 годами часы пик и ограниченные остановки на радиальной дороге обозначались служебными буквами C, Cc и Cx. Служба A работала на Нордбанене с 1979 по 2007 год, сначала как служба с остановками до Хольте, а затем (с 1989 года) как служба с ограниченным числом остановок до Хиллерода.

## История
Нордбан была второй железной дорогой, достигшей Копенгагена в 1863 году. Первоначально это была главная линия, ведущая в Эльсинор, до того, как в 1897 году открылась более прямая линия Кистбан. Участок от Hillerød до Elsinore все ещё существует и сегодня является Малой северной линией, которой управляет железнодорожная компания Lokaltog.
К югу от Хеллеруп первоначальный Нордбанен следовал гораздо более западным маршрутом, чем нынешняя линия, проходя по нынешнему выравниванию кольцевой линии до Рюпаркена, а оттуда через Нёрребро до центральной станции 1863—1911 годов на территории современного Кампманнсгаде. Поезда на Хольте и Хиллерёд переместились на нынешнюю линию в 1921 году, но старая трасса использовалась грузовыми поездами до 1930 года и до сих пор оставляет четкие следы на современной карте улиц.
Линия от Хеллерупа до нового центрального вокзала имела четыре пути, из которых поезда на Нордбанен использовали два западных, а поезда на Кистбанен — два восточных. В 1928 году в Кюстбанен были добавлены два новых пути для пригородных поездов до Клампенборга; они были связаны со следами Нордбанена в Хеллерупе. Таким образом, когда в 1934 году на линии Клампенборг были введены первые S-поезда, электрифицированы были пути Нордбанен между Копенгагеном H и Хеллерупом. Но тогда планы по электрификации Нордбанена до Холте уже были в ходу.
Вначале была установлена схема обслуживания, при которой местные поезда между Копенгагеном и Хольте дополнялись поездами до Хиллерода и Хельсингёра, которые курсировали без остановок до Хольте. Местные поезда до Холте были преобразованы в S-поезда в 1936 году, но поезда до Хиллерёда и далее оставались паровыми поездами в течение нескольких десятилетий, даже несмотря на то, что они делили пути S-поездов к югу от Холте.
Поезда Hillerød стали проблемой в 1960-х годах, когда пропускная способность центрального участка S-поезда стала ограничивающим фактором для расширения обслуживания на западных радиальных направлениях. Паровозы имели плохое ускорение по сравнению с S-поездами и поэтому связывали пути в два раза дольше, чем S-поезда. Чтобы высвободить эту мощность, в 1968 году линия от Холте до Хиллерода была электрифицирована, а паровозы заменены поездами S-образной формы.
Точно так же поезда Hillerød сохраняли схему остановок паровозов и курсировали без остановок на всем пути от Остерпорта до Холте. Только с 1989 года эта традиция была нарушена, и услуги Hillerød постепенно получили промежуточные остановки в Hellerup (1989 г.) и Lyngby (1991 г.) и, наконец, (1995 г.) на всех станциях между Østerport и Hellerup.